# شهرستان تخته‌بازار
شهرستان تخته‌بازار (به ترکمنی: Tagtabazar etraby، تاغتابازار اطرابیٛ) یک شهرستان در ترکمنستان است که در استان مرو واقع شده‌است.
در فرویه ۱۹۲۵،‌‌‌ «ناحیه‌ی پنج‌ده» در ولایت مرو به «ناحیه‌ی تخته‌بازار» (به زبان روسی: Тахта-Базарский район) تغییر نام داد.
در اوت ۱۹۲۶، ولایت مرو منحل شده، و ناحیه تخته‌بازار تحت تابعیت مستقیم حکومت ترکمنستان شوروی قرار گرفت.
در نوامبر ۱۹۳۹، ولایت مرو دوباره تاسیس شد، و ناحیه تخته‌بازار تحت تابعیت این ولایت قرار گرفت.
در ژانویه ۱۹۶۳، باز دوباره ولایت مرو منحل شده، و ناحیه تخته‌بازار تحت تابعیت مستقیم حکومت ترکمنستان شوروی قرار گرفت.
در دسامبر ۱۹۷۰، باز دوباره  ولایت مرو تاسیس شد، و ناحیه تخته‌بازار تحت تابعیت این ولایت قرار گرفت.
در ۱۹۹۲، با استقلال ترکمنستان، ناحیه تخته‌بازار تحت حاکمیت این کشور قرار گرفت. در آن سال، نام رسمی ترکمنی و روسی ناحیه، برای تطابق بهتر با زبان روزمره ترکمنی، از «تخته‌بازار» به «تاغتابازار» تغییر کرد.
در تاریخ ۹ نوامبر ۲۰۲۲، با قرار مجلس ترکمنستان، شهرستان سرحدآباد منحل شده و اراضی آن به این شهرستان واگذار شد.

## تقسیمات اداری
شهرستان تخته‌بازار شامل یک شهر، یک شهرک، و پانزده شورای روستایی می‌باشد.
- شهرها (şäherler / شأهرلر)
  - سرحدآباد (Serhetabat / سرحت‌آبات)

- شهرک‌ها (şäherçeler / شأهرچه‌لر)
  - تخته‌بازار (Tagtabazar / تاغتابازار)

- شوراهای روستایی (oba geňeşlikleri / اوْبا گنگشلیکلری)
  - آخال (Ahal / آحال)
    - آخال (Ahal / آحال)

  - اَردَن (Erden / اردن)
    - اَردَن (Erden / اردن)

  - ازومچی‌لیک (Üzümçilik / اوٚزوٚمچی‌لیک)
    - ازوم‌لی (Üzümli / اوٚزوٚم‌لی)
    - یاشلیق (Ýaşlyk / یاشلیٛق)

  - پنچ‌ده (Pendi / پندی)
    - زحمت‌کش (Zähmetkeş / زأحمت‌کش)
    - ‌ سوختی (Suhty / سوُحتی)

  - چمن‌آباد (Çemenabat / چمن‌آبات)
    - چمن‌آباد (Çemenabat / چمن‌آبات)

  - داش‌کوپری (Daşköpri / داش‌کؤپری)
    - داش‌کوپری (Daşköpri / داش‌کؤپری)
    - دوستلوق (Dostluk / دوْستلوُق)

  - ساری‌یازی (Saryýazy / ساریٛ‌یازیٛ)
    - ساری‌یازی (Saryýazy / ساریٛ‌یازیٛ)

  - سویون‌علی (Söýünaly / سؤیوٚن‌علی)
    - بدنگ (Bedeň / بدنگ)

  - سرحدچی (Serhetçi / سرحت‌چی)
    - آق‌رباط (Akrabat / آق‌راباط)
    - سرحدچی (Serhetçi / سرحت‌چی)
    - فراغت (Parahat / پاراحات)

  - صفرمرداد نیازوف (S.Nyýazow adyndaky / صاپارمیٛرات نیٛیازوف آدیٛنداقیٛ)
    - بایراچ (Baýraç / بایراچ)

  - صندوق‌قاچی (Sandykgaçy / صاندیٛق‌قاچیٛ)
    - باغچه‌لیق (Bagçylyk / باغچیٛ‌لیٛق)
    - صندوق‌قاچی (Sandykgaçy / صاندیٛق‌قاچیٛ)
    - ۲۷ام اکتبر (27-nji Oktýabr / ۲۷-نجی اوْکتیابر)

  - قلعه‌مور (Galaýmor / قالای‌موْر)
    - قلعه‌مور (Galaýmor / قالای‌موْر)
    - اورازبابا (Orazbaba / اوْرازبابا)

  - قولجه (Gulja / قوُلجا)
    - دول‌دول‌آخر (Düldülahyr / دوٚل‌دوٚل‌آخیٛر)
    - قولجه (Gulja / قوُلجا)
    - قزل‌خواجه‌لی (Gyzyl Gojaly / قیٛزیٛل‌قوْجالیٛ)

  - مارچاک (Marçak / مارچاک)
    - باش‌بدنگ (Başbedeň / باش‌بدنگ)
    - خواجه‌لی (Gojaly / قوْجالی)
    - دوردی‌اف (Durdyýew adyndaky / دوُردیٛ‌یف آدیٛنداقیٛ)
    - مارچاک (Marçak / مارچاک)

  - ینگیش (Ýeňiş / ینگیش)
    - ینگیش (Ýeňiş / ینگیش)